# モンマス郡 (ニュージャージー州)
モンマス郡（英: Monmouth County、[ˈmɒnməθ]）は、アメリカ合衆国ニュージャージー州の中央部東に位置する郡である。人口は64万3615人（2020年）。ニューヨーク都市圏に含まれる。郡庁所在地はフリーホールドボロ（人口1万2052人）であり、同郡で人口最大の自治体はミドルタウン・タウンシップ（人口6万6522人）である。
2011年時点で国内の高収入の郡第38位にあり、全3,113郡の中の1.2%に入っていることになる。2009年の一人当たり収入では第56位だった。2012年10月29日、ハリケーン・サンディが郡海岸部に壊滅的な被害をもたらした。サンディによって生じた高潮は、サンディフックで通常よりも13.31フィート (4.1 m) 高い値が記録され、その直後に検潮所が破壊されて、それまでの記録が失われた。サンディフック湾がニューヨーク湾と出遭う所では、32.5フィート (9.9 m) の潮位が記録された。

## 歴史
1609年、現在のモンマス郡、おそらくはサンディフックを初めて視認したのは、オランダ船ハーフムーンに乗船していたヘンドリク・ハドソンとその乗組員だった。地域の初期開拓者の中には、ロングアイランドから来たクエーカー教徒集団がおり、1665年にリチャード・ニコルズが発行した土地認可であるモンマス・トラクトに入った。その後にはスコットランドからの開拓者集団が続き、1682年から1685年頃にフリーホールド・タウンシップに入った。さらにその数年後にはオランダ人開拓者が続いた。彼等がこの地域に入ると、レナペ族インディアンに出迎えられた。レナペ族は小さな一族集団単位で散開して居住しており、新参者に対して友好的だった。1680年には既に奴隷化されたアフリカ人がこの地域にいた。1726年には地域人口の9%を占めるまでになっていた。
モンマス郡は1675年に設立された。郡名はロードアイランドのモンマス協会から取られたとする説と、ウェールズのモンマスシャーに因んで名付けるべきというルイス・モリス大佐の提案に従ったという説がある。その他にも、東ジャージー指導者層と繋がりを持っていた初代モンマス公爵ジェイムズ・スコット（1649年-1685年）に因むとする説もある。1714年、郡政府が初めて設立された。
1778年6月28日、フリーホールド近くでモンマスの戦いが起こり、ジョージ・ワシントン将軍の軍隊が、ヘンリー・クリントン将軍の指揮するイギリス軍と戦った。この戦闘はアメリカ独立戦争の中で、最も時間の長い陸上戦となった。ドイツ出身のフリードリッヒ・フォン・シュトイベンがバレーフォージの冬季宿営の間に教え、訓練した戦術が、最初に大規模に試されたのがこのモンマスの戦いだった。
アメリカ合衆国の独立時点で、モンマス住民には1,640人の奴隷が含まれており、さらに数は不明だが自由アフリカ系アメリカ人もいた。その数は1820年以降に急減したが、少数は1850年になっても残っていた。自由アフリカ系アメリカ人人口は1790年の353人から1860年には2,658人に増えていた。

## 地理
アメリカ合衆国国勢調査局に拠れば、郡域全面積は665.32平方マイル (1,723.2 km2)であり、このうち陸地468.79平方マイル (1,214.2 km2)、水域は196.53平方マイル (509.0 km2)で水域率は29.54%である。
モンマス郡の大半は、内陸であっても平坦であり、標高が低い。ホルムデル・タウンシップとその周辺には幾つか低い丘があり、その中で以前はレーダー施設があったクロウフォードヒルが標高380フィート (120 m) で郡内最高地点である。この丘の頂部はアルカテル・ルーセントが所有し、ベル研究所の研究室を置いている。
郡北東部、ミドルタウン・タウンシップのロカスト地区とハイランズ・ボロおよびアトランティックハイランズ・ボロは丘陵が多い。最低地点は海面である・南に隣接するオーシャン郡と共に、ボートや釣りを楽しむ人々のメッカである。郡内の水路は幾つかの川と入り江であり、ラリタン湾岸からラリタン湾とローワー・ニューヨーク湾に流れ、さらに大西洋に注いでいる。マナスカン入り江が大西洋とマナスカン川の三角江を繋いでおり、沿岸内水路の始点となる塩水の湾になっている。

### 交通
郡内を多くの幹線道が通っている。ニュージャージー州道としては、18号線、33号線、34号線、35号線、36号線、66号線、70号線、71号線、79号線、138号線がある。アメリカ国道9号線が郡内を通り、事実上二分している。
ニュージャージー・トランジットの多くのバスルートが上記の道路などを使って縦横に配置され、毎日ニュージャージー・ニューヨーク港湾公社のバスターミナルに数多い乗客を運んでおり、また317バスラインはフィラデルフィアに向かっている。ニュージャージー・トランジットのノースジャージー海岸線鉄道がニューヨーク市のペンシルベニア駅まで多くの乗客を運んでおり、ミドルセックス郡を経て、ラリタン川でモンマス郡に入っており、ニューヨーク都市圏と大西洋岸の町を繋いでいる。
自動車専用道路としては、ガーデンステイト・パークウェイと州間高速道路195号線があるが、195号線は郡を通過するだけで出口がない。
ニュージャージー・ターンパイク（州間高速道路95号線）は、アッパーフリーホールド・タウンシップ近くで5分の1マイル (320 m) を掠めているだけである。

### 気候と気象
モンマス郡は温暖湿潤気候にある。近年、郡庁所在地であるフリーホールドボロの平均気温は1月の22°F (-6 ℃) から7月の86°F (30 ℃) まで変化している。過去最低気温は1984年1月に記録された-13°F (-25 ℃) であり、過去最高気温は2011年7月に記録された106°F (41 ℃) である。月間降水量は2月の2.98インチ (76 mm) から7月の5.08インチ (129 mm) まで変化している。

### 隣接する郡
| - リッチモンド郡 (ニューヨーク州) - 北 - クイーンズ郡 (ニューヨーク州) - 北東 - ミドルセックス郡 - 北西 | - オーシャン郡 - 南 - マーサー郡 - 西 - バーリントン郡 - 南西 |

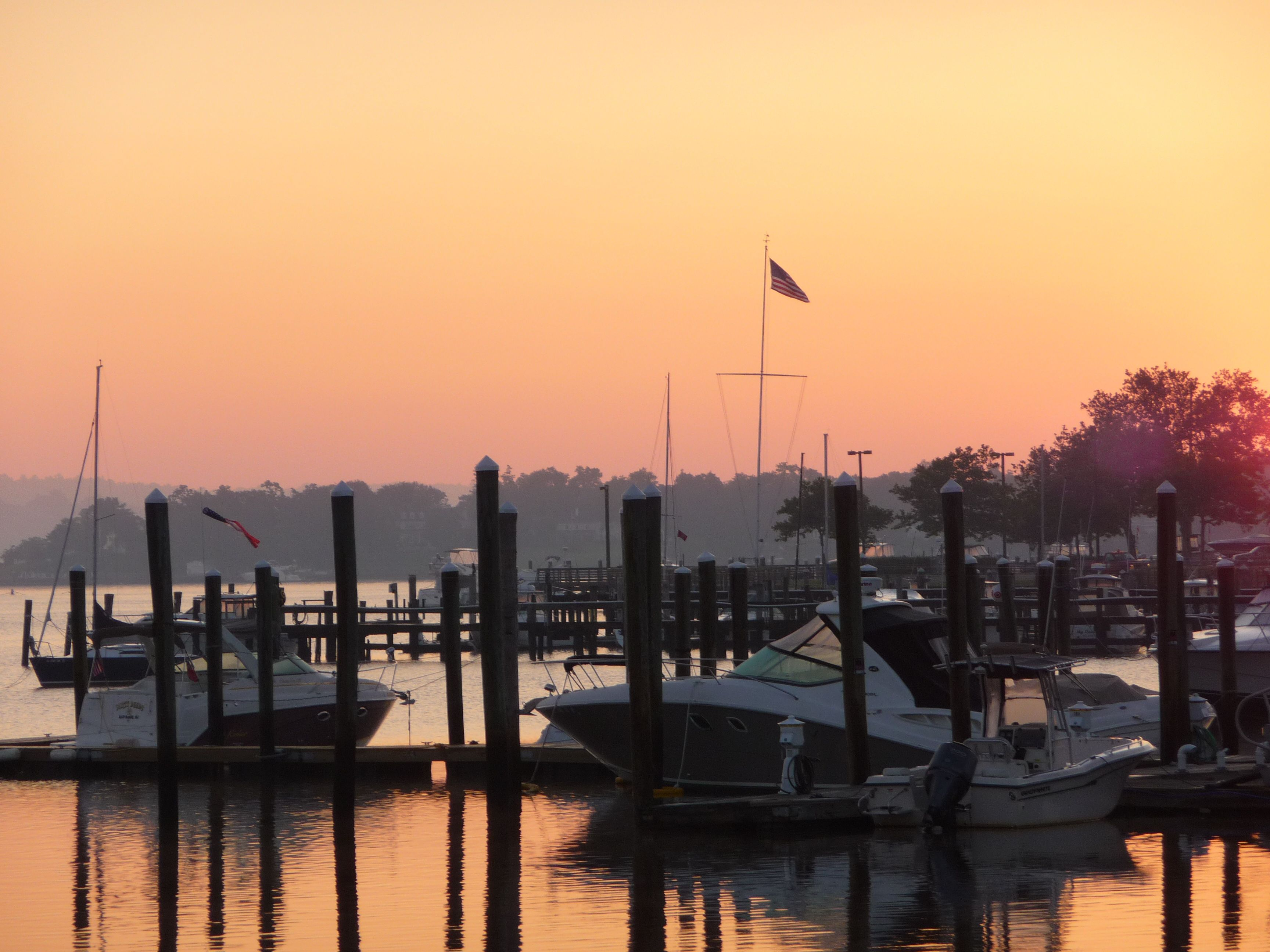
ネイブシンク川の夜明け

### 国立保護地域
- ゲイトウェイ国立レクリエーション地域（部分）

## 人口動態
以下は2010年国勢調査による人口統計データである。（　）内に2000年データを示す。
| 基礎データ - 人口: 630,380人 (615,301人) - 世帯数: 233,320 世帯 (224,236 世帯) - 家族数: 163,254 家族 (160,328 家族) - 人口密度: 519.2人/km2（1,344.7人/mi2）(503, 1,304) - 住居数: 258,410軒 (240,884軒) - 住居密度: 213軒/km2（551軒/mi2）(197, 510) 人種別人口構成 - 白人: 81.60% (83.39%) - アフリカン・アメリカン: 7.37% (8.06%) - ネイティブ・アメリカン: 0.19% (0.14%) - アジア人: 4.96% (3.97%) - 太平洋諸島系: 0.03% (0.02%) - その他の人種: 2.89% (1.74%) - 混血: 1.96% (1.68%) - ヒスパニック・ラテン系: 9.67% (6.20%) 先祖による構成（2000年データ） - イタリア系：23% - アイルランド系：18% - ドイツ系：9% - ポーランド系：5% 年齢別人口構成 - 18歳未満:23.8% (26.1%) - 18-24歳: 7.8% (6.9%) - 25-44歳: 24% (30.4%) - 45-64歳: 30.6% (24.1%) - 65歳以上: 13.8% (12.5%) - 年齢の中央値: 41歳 (38歳) - 性比（女性100人あたり男性の人口） - 総人口: 94.7 (94.4) - 18歳以上: 91.9 (90.9) | 世帯と家族（対世帯数） - 18歳未満の子供がいる: 32.4% (35.5%) - 結婚・同居している夫婦: 55.5% (58.2%) - 未婚・離婚・死別女性が世帯主: 10.5% (10.0%) - 非家族世帯: 30.2% (28.5%) - 単身世帯: 25% (23.8%) - 65歳以上の老人1人暮らし: 10.7% (9.6%) - 平均構成人数 - 世帯: 2.66人 (2.70人) - 家族: 3.22人 (3.24人) 収入と家計（2000年データ） - 収入の中央値 - 世帯: 64,271米ドル - 家族: 76,823米ドル - 性別 - 男性: 55,030米ドル - 女性: 35,415米ドル - 人口1人あたり収入: 31,149米ドル - 貧困線以下 - 対人口: 6.3% - 対家族数: 4.5% - 18歳未満: 7.5% - 65歳以上: 7.0% |

## 郡政府と政治
モンマス郡は5人の委員で構成される郡政委員会が統治している（ニュージャージー州では "Board of Chosen Freeholders" と呼ばれる）。郡全体を選挙区に党派選挙で選出される。任期は3年間である。毎年1人または2人が改選される。1月に開催される委員会で議長を選出し、1年間の会合や活動の宰領を行わせる。委員会には管理と政策立案の権限がある。この他に選挙で選ばれる役人として、保安官、郡事務官、遺言検認判事がいる。
郡政委員会は、州から郡政府に割り当てられた5つの機能を監督する。各委員はこの5つの機能の1つを監督するように割り当てられる。すなわち監督と特殊任務、公共事業と計画、人間・健康サービスと交通、財務、裁判所管理である。郡政府に70以上ある部門の管理を行っている。指名職である郡管理官が最高執行責任者の役目を果たしている。管理官は委員会の政策と指示事項を実行する。3,000人を超える政府職員の日々の管理も行っている。
アメリカ合衆国下院議員の選挙ではニュージャージー州第4および第6選挙区に入っている。2013年時点では共和党議員、民主党議員各1人を選出している。

### 政治
モンマス郡は共和党に肩入れする傾向にある。共和党は2006年まで郡政委員5人を独占していたが、2006年と2008年の選挙の後で、民主党が3対2で委員会を支配するようになった。しかし2009年の選挙で共和党が盛り返し、さらに2010年の選挙で共和党が4対1と支配した。
2004年アメリカ合衆国大統領選挙では、共和党のジョージ・W・ブッシュが民主党のジョン・ケリーに対して10%差で郡を制したが、州全体では6.7%差でケリーの勝利だった。2008年では、共和党のジョン・マケインが民主党のバラク・オバマに対して僅か3.7%差という接戦で郡を制したが、州全体では15.5%差でオバマだった。同年のアメリカ合衆国上院議員選挙では、共和党のディック・ジマーが現職のフランク・ローテンバーグに6.2%差をつけて郡を制したが、州全体ではローテンバーグが14.1%差で勝利した。2009年ニュージャージー州知事選挙では、共和党のクリス・クリスティが62%を獲得し、31％だった民主党のジョン・コーザインを破った。

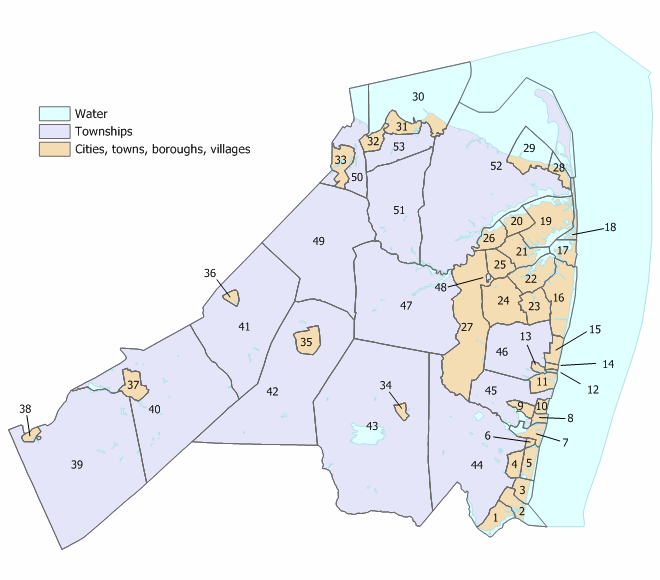
モンマス郡の自治体

## 都市
モンマス郡には下記の自治体がある。国勢調査指定地域（CDP）と未編入の町はその所属するタウンシップの下に挙げる。名称の後の数字は右図の番号である。

### 市
- ロングブランチ市、16
  - エルベロン
  - ノースロングブランチ
  - ピアビレッジ
  - ウェストエンド
- アズベリーパーク市、11

### タウンシップ
- ミドルタウン・タウンシップ、52
  - チャペルヒル
  - ベルフォード
  - フェアビュー
  - レオナルド
  - リンクロフト
  - ネイブシンク
  - ニューモンマス
  - ノースミドルタウン
  - ポートモンマス
  - リバープラザ
  - サンディフック
- マルボロ・タウンシップ、49
  - ビーコンヒル
  - ブレイドベルト
  - モーガンビル
  - プレザントバレー
  - ロバーツビル
  - スプリングバレー
  - ウィッカタンク
- ハウエル・タウンシップ、43
  - ラムタウン
- フリーホールド・タウンシップ、42
  - イーストフリーホールド
  - ウェストフリーホールド
- アバディーン・タウンシップ、50
  - クリフォードビーチ
  - ストラスモア
- コルツネック・タウンシップ、47
- ハズレット・タウンシップ、53
  - ウェストキーンズバーグ
- ホルムデル・タウンシップ、51
- マナラパン・タウンシップ、41
  - テネント
  - ヨークタウン
- ミルストーン・タウンシップ、40
  - ホルムソン
- ネプチューン・タウンシップ、45
  - オーシャングローブ
  - シャークリバーヒルズ
- オーシャン・タウンシップ、46
  - オークハースト
  - ワナマサ
  - ウェイサイド
  - ウェストアレンハースト
- シュルーズベリー・タウンシップ、48
- アッパーフリーホールド・タウンシップ、39
- ウォール・タウンシップ、44
  - アレンウッド
  - ウェストベルマー

### ボロ
| - フリーホールドボロ 35（郡庁所在地） - アレンハースト・ボロ、14 - アレンタウン・ボロ、38 - アトランティックハイランズ・ボロ、29 - エイボン・バイ・ザ・シー・ボロ、8 - ベルマー・ボロ、7 - ブラッドリービーチ・ボロ、10 - ブリエル・ボロ、1 - ディール・ボロ、15 - イートンタウン・ボロ、24 - イングリッシュタウン・ボロ、36 - フェアヘイブン・ボロ、20 | - ファーミンデール・ボロ、34 - ハイランズ・ボロ、28 - インターレイケン・ボロ、13 - キーンズバーグ・ボロ、30 - キーポート・ボロ、32 - レイクコモ・ボロ、6 - リトルシルバー・ボロ、21 - ロックアーバー・ボロ、12 - マナスカン・ボロ、2 - マタワン・ボロ、33 - モンマスビーチ・ボロ、17 - ネプチューンシティ・ボロ、9 | - オーシャンポート・ボロ、22 - レッドバンク・ボロ、26 - ルーズベルト・ボロ、37 - ラムソン・ボロ、19 - シーブライト・ボロ、18 - シーガート・ボロ、3 - シュルーズベリー・ボロ、25 - スプリングレイク・ボロ、5 - スプリングレイクハイツ・ボロ、4 - ティントンフォールズ・ボロ、27 - ユニオンビーチ・ボロ、31 - ウェストロングブランチ・ボロ、23 |

## 消防機関
アズベリーパーク市消防署は常勤職員のみで構成されているが、これを例外として他の自治体はボランティア消防団と常勤消防署員の組み合わせで消防活動が運営されている。最大の消防団はミドルタウン・タウンシップのものであり、11の消防署と350人の活動隊員がおり、その訓練施設の運営に加えて、特殊任務、空中消火、消防警察の部隊もある。しかし危険物任務に関しては、これに対応できる特殊部隊を持っている自治体は少ない。モンマス砦が閉鎖されるまでは、砦の特殊部隊が対応していた。

## 教育
ブルックデール・コミュニティカレッジは、モンマス郡の2年制コミュニティカレッジであり、州内郡カレッジシステム19校の1つである。1967年にリンクロフトに設立された。ラトガース大学はブルックデール・コミュニティカレッジと共同で、フリーホールド・キャンパスで学位取得プログラムを提供している。
モンマス大学はウェストロングブランチにある4年制私立大学である。
郡内に多くの高校があることに加え、セントローズ高校、レッドバンク・カトリック高校、クリスチャン・ブラザーズ・アカデミー、セントジョン・ビアニー高校、マターデイ高校など、ローマカトリック教会トレントン教区の管轄下で運営される教区学校がある。非宗教私立学校のラニー学校もある。
モンマス郡職業訓練学区という職業訓練高校プログラムもあり、下記5つのマグネットスクールがある。
- 共同健康科学アカデミー、ネプチューン・タウンシップ
- バイオテクノロジー高校、フリーホールド
- コミュニケーションズ高校、ウォール・タウンシップ
- ハイテクノロジー高校、リンクロフト（ブルックデール・コミュニティカレッジのキャンパス内）
- マリーン科学技術アカデミー、サンディフック

## ワイン醸造所、ビール醸造所、蒸留所
- バジル・Tのブリュワリー
- カートン・ブリューイング
- クリームリッジワイナリー
- フォーJGの果樹園とビニヤーズ
- ケイン・ブリューイング
- レアード & カンパニー
- ペパデューフレッシュ・ビニヤーズ